# 張大咸
張大咸（？—？），字奎叔，號二酉，南直隶蘇州府吴县民籍太仓州人，明朝政治人物。

## 生平
萬曆二十五年（1597年）丁酉科顺天府乡试舉人，二十六年（1598年）戊戌科三甲二百二十五名進士，吏部觀政，官潍县知县，卒于官。